# Castell d'Olivella
El Castell d'Olivella és un antic castell situat entre els municipis d'Olivella (Garraf) i Avinyonet del Penedès (Alt Penedès) i declarat bé cultural d'interès nacional.

## Descripció
De l'antic castell d'Olivella, documentat des de l'any 992, es conserven només algunes restes dels murs que sembla que dibuixen una planta trapezoïdal. Les parets són de pedra poc treballada i morter d'escassa qualitat. Enmig de les runes del castell d'Olivella, i aprofitant les seves pedres, es va construir al segle xviii un molí, que va restar inacabat; d'ell es pot veure una torre rodona.
Molt a prop del castell d'Olivella hi ha les restes de l'antiga capella romànica de Sant Pere. És un edifici d'una nau de la qual només en resta l'absis, amb una finestra d'esqueixada simple, i part dels murs. Prop d'ella hi ha les ruïnes de la Masia del Rector.

## Història

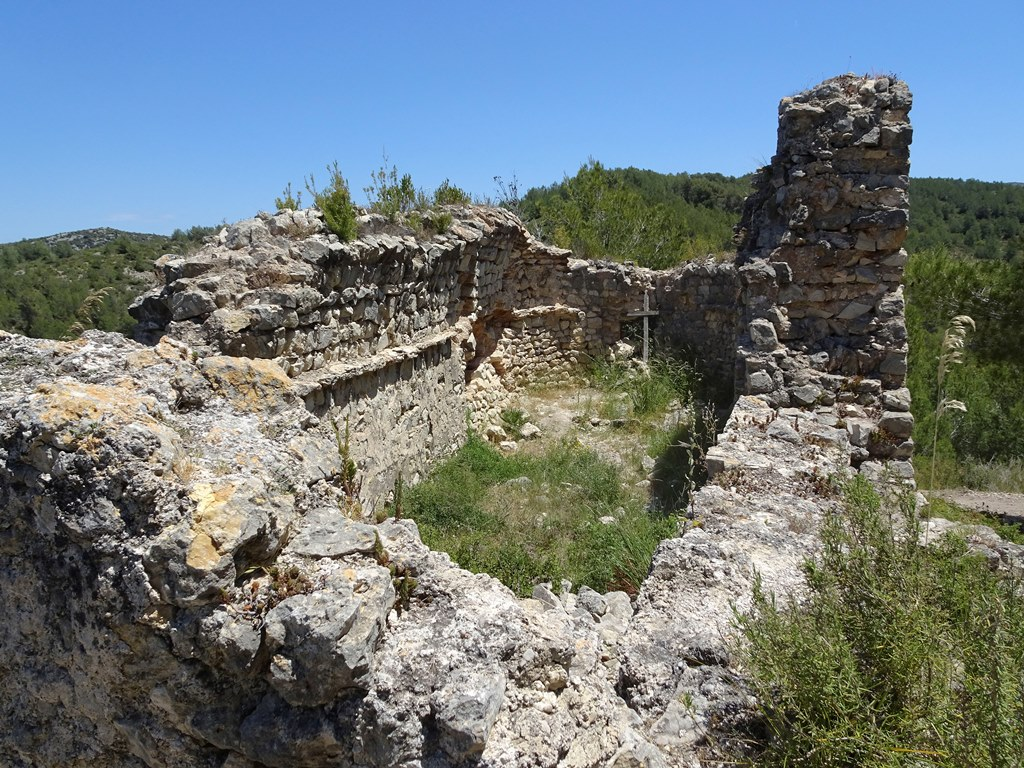
Restes de la capella del castell d'Olivella

És un castell termenat que ja apareix mencionat en documents del 992 i del 1002. En una transacció del 1038 s'assenyalen els límits d'aquest castell. Sembla que el domini feudal del castell d'Olivella pertanyia al bisbe de Barcelona.
L'església era l'antiga parròquia d'Olivella. S'esmenta per primera vegada a mitjans del segle x, quan era possessió de la mitra barcelonina. L'any 1625 la parròquia es traslladà al temple bastit al castell nou d'Olivella.
La construcció del molí, al segle xviii, va ser una iniciativa del rector d'Olivella, que va morir mentre s'estaven traslladant les moles des de Vilafranca. Les moles van quedar abandonades i hom diu que una està a la riera de Begues i l'altra a la serra dels Carlins.